# Le Piège malais
Le Piège malais est une série de bande dessinée d'aventures de Conrad publiée 1990 dans la collection « Aire libre » de Dupuis. 
Elle reprend des personnages d'un album paru cinq ans plus tôt, L'Avatar.

## Synopsis
Ernest Poildu, un jeune Européen errant en Inde, embarque sur le navire de Karl. Lors d'une escale, Ernest se retrouve possédé par une statuette qui avait déjà pris Karl sous son emprise. Habité par diverses vision, Ernest tente alors d'aider une jeune Indienne qui désire échapper à la prostitution.

## Albums
- Sophie Commenge (scénario) et Conrad (dessin), L'Avatar, Bédéfil, janvier 1985. Un second tome initialement annoncé, Jatra des Indes, n'est jamais sorti.
- Didier Conrad, Le Piège malais, Dupuis, coll. « Aire libre » :

1. Le Piège malais 1, 1990  (ISBN 2-8001-1724-9)[2].
2. Le Piège malais 2, 1990  (ISBN 2-8001-1785-0).

- Didier Corand, Le Pège malais : Édition intégrale, Dupuis, coll. « Aire libre », 1999  (ISBN 2-8001-2861-5).

### Documentation
- Li-An, « Le piège malais (Conrad – Aire Libre/Dupuis) », sur Li~An, 2 décembre 2019.